# Волковыи
Волковыи (укр. Вовковиї) — село в Демидовской поселковой общине Дубенского района Ровненской области Украины.
Население по переписи 2001 года составляло 1385 человек. Почтовый индекс — 35224. Телефонный код — 3637. Код КОАТУУ — 5621482003.